# Neoregelia pascoaliana
Neoregelia pascoaliana är en gräsväxtart som beskrevs av Lyman Bradford Smith. Neoregelia pascoaliana ingår i släktet Neoregelia och familjen Bromeliaceae. Inga underarter finns listade i Catalogue of Life.